# Lista de herdeiros do trono sueco
Esta é uma lista de indivíduos que foram, em dado período de tempo, considerados os herdeiros do trono do Reino da Suécia (1751-presente), em caso de abdicação ou morte do monarca incumbente. Os herdeiros (presuntivos ou aparentes) que, de fato, sucederam ao monarca sueco são representados em negrito.
Apesar da monarquia sueca existir desde aproximadamente o século XII, esta lista inclui nobres a partir de 1751 quando da ascensão da Casa de Holstein-Gottorp ao trono do país, formando uma linhagem contínua e sólida de monarcas e seus respectivos herdeiros. O primeiro monarca da chamada "monarquia consolidada da Suécia" foi Adolfo Frederico, entronizado após um delicado período de instabilidade real e que deixou como herdeiros ao trono Gustavo da Suécia (seu filho) e Carlos, Duque de Södermanland (seu tio). Com a aprovação do Instrumento de Governo de 1809, Gustavo IV é forçado a abdicar e o trono passado sumariamente ao seu tio Carlos de Södermanland. Esta foi a primeira e única vez, até os dias atuais, em que um herdeiro aparente não assumiu o trono sueco. Como não possuía herdeiros naturais, Carlos XIII adotou o nobre e militar João Bernadotte como seu herdeiro aparente, demarcando paralelamente a ascensão da presente soberana Casa de Bernadotte ao trono do país. 
Desde o estabelecimento da monarquia moderna sueca, apenas três herdeiros não ascenderam ao trono: Gustavo, Príncipe de Vasa (por ter sido excluído da sucessão ao trono em decorrência da deposição de sua dinastia); Carlos Augusto (que faleceu ainda no reinado de seu antecessor); e Bertil, Duque da Halândia (em decorrência do nascimento de um herdeiro aparente ao monarca). A atual herdeira ao trono sueco é Vitória, Duquesa de Västergötland, filha mais velha de Carlos XVI Gustavo. 

## Herdeiros ao trono sueco
| Casa de Holstein-Gottorp (1751-1818) | Casa de Holstein-Gottorp (1751-1818)                 | Casa de Holstein-Gottorp (1751-1818) | Casa de Holstein-Gottorp (1751-1818)            | Casa de Holstein-Gottorp (1751-1818)                       | Casa de Holstein-Gottorp (1751-1818)                              |
| Monarca                              | Herdeiro                                             | Relacionamento com o monarca         | Tornou-se herdeiro (Data; Motivo)               | Deixou de ser herdeiro (Data; Motivo)                      | Próximo na linha de sucessão                                      |
| ------------------------------------ | ---------------------------------------------------- | ------------------------------------ | ----------------------------------------------- | ---------------------------------------------------------- | ----------------------------------------------------------------- |
| Adolf Fredrik                        | Príncipe herdeiro Gustav                             | Filho                                | 25 de março de 1751 Pai tornou-se rei           | 12 de fevereiro de 1771 Pai morreu e tornou-se rei         | Príncipe Karl, irmão                                              |
| Gustavo III                          | Príncipe Karl, Duque de Södermanland                 | Irmão                                | 12 de fevereiro de 1771 Irmão tornou-se rei     | 1º de novembro de 1778 Filho nascido do rei                | Príncipe Fredrik Adolfo, Duque de Östergötland, irmão             |
| Gustavo III                          | Príncipe herdeiro Gustav Adolf                       | Filho                                | 1º de novembro de 1778 Nascido                  | 29 de março de 1792 Pai morreu e tornou-se rei             | Príncipe Karl, Duque de Södermanland, 1778–1782, tio              |
| Gustavo III                          | Príncipe herdeiro Gustav Adolf                       | Filho                                | 1º de novembro de 1778 Nascido                  | 29 de março de 1792 Pai morreu e tornou-se rei             | Príncipe Karl Gustav, Duque de Småland, 1782–1783, irmão          |
| Gustavo III                          | Príncipe herdeiro Gustav Adolf                       | Filho                                | 1º de novembro de 1778 Nascido                  | 29 de março de 1792 Pai morreu e tornou-se rei             | Príncipe Karl, Duque de Södermanland, 1783–1792, tio              |
| Gustav IV Adolf                      | Príncipe Karl, Duque de Södermanland                 | Tio                                  | 29 de março de 1792 Sobrinho tornou-se rei      | 9 de novembro de 1799 Filho nascido do rei                 | Príncipe Fredrik Adolf, Duque de Östergötland, 1792–1798, irmão   |
| Gustav IV Adolf                      | Príncipe Karl, Duque de Södermanland                 | Tio                                  | 29 de março de 1792 Sobrinho tornou-se rei      | 9 de novembro de 1799 Filho nascido do rei                 | Príncipe Karl Adolf, Duque de Värmland, 1798, filho               |
| Gustav IV Adolf                      | Príncipe Karl, Duque de Södermanland                 | Tio                                  | 29 de março de 1792 Sobrinho tornou-se rei      | 9 de novembro de 1799 Filho nascido do rei                 | Príncipe Fredrik Adolfo, Duque de Östergötland, 1798–1799, irmão  |
| Gustav IV Adolf                      | Príncipe herdeiro Gustav                             | Filho                                | 9 de novembro de 1799 Nascido                   | 29 de março de 1809 Pai abdicou, excluído da sucessão      | Príncipe Karl, Duque de Södermanland, 1799–1802, tio-avô          |
| Gustav IV Adolf                      | Príncipe herdeiro Gustav                             | Filho                                | 9 de novembro de 1799 Nascido                   | 29 de março de 1809 Pai abdicou, excluído da sucessão      | Príncipe Karl Gustav, Grão-Duque da Finlândia, 1802–1805, irmão   |
| Gustav IV Adolf                      | Príncipe herdeiro Gustav                             | Filho                                | 9 de novembro de 1799 Nascido                   | 29 de março de 1809 Pai abdicou, excluído da sucessão      | Príncipe Karl, Duque de Södermanland, 1805–1809, tio-avô          |
| Carlos XIII                          | Nenhum, 1809–1810                                    | Nenhum, 1809–1810                    | Nenhum, 1809–1810                               | Nenhum, 1809–1810                                          | Nenhum, 1809–1810                                                 |
| Carlos XIII                          | Príncipe Herdeiro Karl August                        | Filho adotivo                        | 24 de janeiro de 1810 Eleito herdeiro           | 28 de maio de 1810 Morreu                                  | Nenhum                                                            |
| Carlos XIII                          | Nenhum, 1810                                         |                                      |                                                 |                                                            |                                                                   |
| Carlos XIII                          | Príncipe herdeiro Karl Johan                         | Filho adotivo                        | 21 de agosto de 1810 Eleito herdeiro            | 5 de fevereiro de 1818 O pai adotivo morreu, tornou-se rei | Príncipe Oscar, Duque de Södermanland, filho                      |
| Casa de Bernadotte (1818-presente)   |                                                      |                                      |                                                 |                                                            |                                                                   |
| Monarca                              | Herdeiro                                             | Relacionamento com o monarca         | Tornou-se herdeiro (Data; Motivo)               | Deixou de ser herdeiro (Data; Motivo)                      | Próximo na linha de sucessão                                      |
| Carlos XIV João                      | Príncipe herdeiro Oscar, Duque de Södermanland       | Filho                                | 5 de fevereiro de 1818 Pai tornou-se rei        | 8 de março de 1844 Pai morreu e tornou-se rei              | Nenhum, 1818-1826                                                 |
| Carlos XIV João                      | Príncipe herdeiro Oscar, Duque de Södermanland       | Filho                                | 5 de fevereiro de 1818 Pai tornou-se rei        | 8 de março de 1844 Pai morreu e tornou-se rei              | Príncipe Karl, Duque de Skåne, 1826–1844, filho                   |
| Oscar I                              | Príncipe herdeiro Carlos, Duque de Skåne             | Filho                                | 8 de março de 1844 Pai tornou-se rei            | 8 de julho de 1859 Pai morreu e tornou-se rei              | Gustavo, Duque da Uplândia, 1844–1852, irmão                      |
| Oscar I                              | Príncipe herdeiro Carlos, Duque de Skåne             | Filho                                | 8 de março de 1844 Pai tornou-se rei            | 8 de julho de 1859 Pai morreu e tornou-se rei              | Príncipe Oscar, Duque de Östergötland, 1852, irmão                |
| Oscar I                              | Príncipe herdeiro Carlos, Duque de Skåne             | Filho                                | 8 de março de 1844 Pai tornou-se rei            | 8 de julho de 1859 Pai morreu e tornou-se rei              | Carlos Óscar, Duque de Sudermânia, 1852–1854, filho               |
| Oscar I                              | Príncipe herdeiro Carlos, Duque de Skåne             | Filho                                | 8 de março de 1844 Pai tornou-se rei            | 8 de julho de 1859 Pai morreu e tornou-se rei              | Príncipe Oscar, Duque de Östergötland, 1854–1859, irmão           |
| Carlos XV                            | Príncipe Oscar, Duque de Östergötland                | Irmão                                | 8 de julho de 1859 Irmão tornou-se rei          | 13 de setembro de 1872 O irmão morreu e tornou-se rei      | Príncipe Gustaf, Duque de Värmland, filho                         |
| Oscar II                             | Príncipe Herdeiro Gustaf, Duque de Värmland          | Filho                                | 13 de setembro de 1872 Pai tornou-se rei        | 8 de dezembro de 1907 Pai morreu e tornou-se rei           | Príncipe Oscar, Duque de Gotland, 1872–1882, irmão                |
| Oscar II                             | Príncipe Herdeiro Gustaf, Duque de Värmland          | Filho                                | 13 de setembro de 1872 Pai tornou-se rei        | 8 de dezembro de 1907 Pai morreu e tornou-se rei           | Príncipe Gustaf Adolf, Duque de Skåne, 1882–1907, filho           |
| Gustavo V da Suécia                  | Príncipe herdeiro Gustaf Adolf, Duque de Skåne       | Filho                                | 8 de dezembro de 1907 Pai tornou-se rei         | 29 de outubro de 1950 Pai morreu, tornou-se rei            | Gustavo Adolfo, Duque da Bótnia Ocidental, 1907–1947, filho       |
| Gustavo V da Suécia                  | Príncipe herdeiro Gustaf Adolf, Duque de Skåne       | Filho                                | 8 de dezembro de 1907 Pai tornou-se rei         | 29 de outubro de 1950 Pai morreu, tornou-se rei            | Príncipe Carl Gustaf, Duque de Jämtland, 1947–1950, neto          |
| Gustavo VI Adolfo                    | Príncipe herdeiro Carl Gustaf, Duque de Jämtland     | Neto                                 | 29 de outubro de 1950 Avô tornou-se rei         | 15 de setembro de 1973 O avô morreu e tornou-se rei        | Príncipe Bertil, Duque de Halland, tio                            |
| Carl XVI Gustaf                      | Príncipe Bertil, Duque de Halland                    | Tio                                  | 15 de setembro de 1973 O sobrinho tornou-se rei | 13 de maio de 1979 Filho nascido do rei                    | Nenhum                                                            |
| Carl XVI Gustaf                      | Príncipe herdeiro Carl Philip, Duque de Värmland     | Filho                                | 13 de maio de 1979 Nascido                      | 1º de janeiro de 1980 Lei de sucessão alterada             | Príncipe Bertil, Duque de Halland, tio-avô                        |
| Carl XVI Gustaf                      | Princesa Herdeira Victoria, Duquesa de Västergötland | Filha                                | 1º de janeiro de 1980 Lei de sucessão alterada  | Titulo                                                     | Carlos Filipe, Duque da Varmlândia, 1980–2012, irmão              |
| Carl XVI Gustaf                      | Princesa Herdeira Victoria, Duquesa de Västergötland | Filha                                | 1º de janeiro de 1980 Lei de sucessão alterada  | Titulo                                                     | Princesa Estelle, Duquesa de Östergötland, 2012 – presente, filha |

1. ↑  Em 1980, a lei de sucessão foi alterada de primogenitura agnática para primogenitura absoluta.